# Curling-Weltmeisterschaft der Herren 1983
Die Curling-Weltmeisterschaft der Herren 1983 (offiziell: Air Canada Silver Broom 1983) war die 25. Austragung (inklusive Scotch Cup) der Welttitelkämpfe im Curling der Herren. Sie wurde vom 11. bis 17. April des Jahres in der kanadischen Stadt Regina, Saskatchewan im Regina Agridome veranstaltet. 
Die Curling-Weltmeisterschaft der Herren wurde in einem Rundenturnier (Round Robin) zwischen den Mannschaften aus Schottland, Kanada, den Vereinigten Staaten, der Bundesrepublik Deutschland, Schweden, Norwegen, der Schweiz, Dänemark, Italien und Neuling Österreich ausgespielt. 
Die Spiele wurden auf zehn Ends angesetzt.
Die bundesdeutsche Mannschaft bestritt ihr erstes Finale bei einer Herren-WM. Gegner waren die Gastgeber aus Kanada. Sie errangen bei der 25. Weltmeisterschaft ihren 15. Titel.

## Teilnehmende Nationen
| BR Deutschland | Dänemark                                                                                              | Italien | Kanada                                                                                                  | Norwegen |
| --- | --- | --- | --- | --- |
| CC Schwenningen, Schwenningen Skip: Keith Wendorf Third: Hans Dieter Kiesel Second: Sven Salle Lead: Heiner Martin | Hvidovre CC, Hvidovre Skip: Tommy Stjerne Third: Oluf Olsen Second: Steen Hansen Lead: Peter Andersen | Tofane CC, Cortina d’Ampezzo Fourth: Massimo Alvera Third: Franco Sovilla Skip: Giuseppe Dal Molin Lead: Stefano Morona | Avonlea CC, Don Mills, ON Skip: Ed Werenich Third: Paul Savage Second: John Kawaja Lead: Neil Harrison  | Snarøen CC, Oslo Skip: Eigil Ramsfjell Third: Sjur Loen Second: Gunnar Meland Lead: Bo Bakke                              |
| Österreich | Schottland                                                                                            | Schweden | Schweiz                                                                                                 | Vereinigte Staaten |
| Kitzbühel CC, Kitzbühel Skip: Arthur Fabi Third: Günther Märker Second: Manfred Fabi Lead: Dieter Küchenmeister    | Magnum CC, Irvine Skip: Graeme Adam Third: Ken Horton Second: Andrew McQuistin Lead: Bob Cowan        | Sollefteå CK, Sollefteå Skip: Stefan Hasselborg Third: Mikael Hasselborg Second: Hans Nordin Lead: Lars Wernblom        | Bern-Wildstrubel CC, Bern Skip: Urs Studer Third: Bruno Binggeli Second: Jürg Studer Lead: Daniel Wyser | Broadmoor CC, Colorado Springs, CO Skip: Don Cooper Third: Jerry van Brunt, Jr. Second: Billy Shipstad Lead: Jack McNelly |

## Tabelle der Round Robin
| Schlüssel | Schlüssel                      |
| --------- | ------------------------------ |
|           | Qualifiziert für die Play-offs |
|           | Tie-Breaker                    |

| Platz | Team               | Spiele | Siege | Ndlg. |
| ----- | ------------------ | ------ | ----- | ----- |
| 1.    | Kanada             | 9      | 8     | 1     |
| 2.    | BR Deutschland     | 9      | 6     | 3     |
| 3.    | Norwegen           | 9      | 6     | 3     |
| 4.    | Schweden           | 9      | 6     | 3     |
| 5.    | Schottland         | 9      | 6     | 3     |
| 6.    | Vereinigte Staaten | 9      | 5     | 4     |
| 7.    | Dänemark           | 9      | 4     | 5     |
| 8.    | Schweiz            | 9      | 3     | 6     |
| 9.    | Österreich         | 9      | 1     | 8     |
| 10.   | Italien            | 9      | 0     | 9     |

## Ergebnisse der Round Robin

### Runde 1
| 1. Team            | 2. Team        | Ergebnis |
| ------------------ | -------------- | -------- |
| Vereinigte Staaten | Schottland     | 6:7      |
| Norwegen           | Schweden       | 5:8      |
| Dänemark           | Kanada         | 3:6      |
| Schweiz            | BR Deutschland | 4:8      |
| Österreich         | Italien        | 7:6      |

### Runde 2
| 1. Team            | 2. Team        | Ergebnis |
| ------------------ | -------------- | -------- |
| Österreich         | Norwegen       | 3:12     |
| Kanada             | Italien        | 8:6      |
| Vereinigte Staaten | Schweiz        | 4:5      |
| Dänemark           | Schottland     | 4:10     |
| Schweden           | BR Deutschland | 4:5      |

### Runde 3
| 1. Team        | 2. Team            | Ergebnis |
| -------------- | ------------------ | -------- |
| BR Deutschland | Italien            | 8:2      |
| Schottland     | Schweiz            | 5:4      |
| Schweden       | Österreich         | 13:3     |
| Kanada         | Vereinigte Staaten | 3:10     |
| Dänemark       | Norwegen           | 7:9      |

### Runde 4
| 1. Team        | 2. Team            | Ergebnis |
| -------------- | ------------------ | -------- |
| Schottland     | Schweden           | 6:7      |
| Dänemark       | Vereinigte Staaten | 4:6      |
| Norwegen       | Italien            | 7:5      |
| BR Deutschland | Österreich         | 16:2     |
| Österreich     | Kanada             | 2:8      |

### Runde 5
| 1. Team    | 2. Team            | Ergebnis |
| ---------- | ------------------ | -------- |
| Dänemark   | Österreich         | 11:2     |
| Schweden   | Kanada             | 6:9      |
| Schottland | BR Deutschland     | 5:4      |
| Norwegen   | Schweiz            | 9:6      |
| Italien    | Vereinigte Staaten | 1:11     |

### Runde 6
| 1. Team            | 2. Team        | Ergebnis |
| ------------------ | -------------- | -------- |
| Italien            | Schweiz        | 3:6      |
| Vereinigte Staaten | BR Deutschland | 9:6      |
| Kanada             | Norwegen       | 8:7      |
| Schweden           | Dänemark       | 6:7      |
| Schottland         | Österreich     | 10:3     |

### Runde 7
| 1. Team        | 2. Team            | Ergebnis |
| -------------- | ------------------ | -------- |
| Norwegen       | Vereinigte Staaten | 7:2      |
| Italien        | Schottland         | 5:9      |
| Schweiz        | Schweden           | 5:7      |
| Österreich     | Kanada             | 3:11     |
| BR Deutschland | Dänemark           | 7:4      |

### Runde 8
| 1. Team            | 2. Team        | Ergebnis |
| ------------------ | -------------- | -------- |
| Kanada             | BR Deutschland | 7:6      |
| Schweiz            | Österreich     | 10:3     |
| Italien            | Dänemark       | 3:7      |
| Schottland         | Norwegen       | 4:6      |
| Vereinigte Staaten | Schweden       | 6:8      |

### Runde 9
| 1. Team        | 2. Team            | Ergebnis |
| -------------- | ------------------ | -------- |
| Schweiz        | Dänemark           | 4:8      |
| BR Deutschland | Norwegen           | 8:3      |
| Österreich     | Vereinigte Staaten | 4:5      |
| Italien        | Schweden           | 7:9      |
| Kanada         | Schottland         | 10:7     |

## Tie-Breaker
Die punktgleichen Mannschaften aus der Bundesrepublik Deutschland, Norwegen, Schweden und Schottland spielten die zwei offenen Plätze für das Halbfinale aus.

### Runde 1
| Schweden | Norwegen |
| 3        | 8        |

| BR Deutschland | Schottland |
| 7              | 5          |

### Runde 2
| Schweden | Schottland |
| 6        | 5          |

## Play-off

### Turnierbaum
|  | Halbfinale | Halbfinale     | Halbfinale |  |  | Finale | Finale         | Finale |
|  |            |                |            |  |  |        |                |        |
|  |            |                |            |  |  |        |                |        |
|  | 3          | Norwegen       | 3          |  |  |        |                |        |
|  | 2          | BR Deutschland | 4          |  |  |        |                |        |
|  |            |                |            |  |  | 2      | BR Deutschland | 4      |
|  |            |                |            |  |  | 1      | Kanada         | 7      |
|  | 1          | Kanada         | 8          |  |  |        |                |        |
|  | 4          | Schweden       | 6          |  |  |        |                |        |
|  |            |                |            |  |  |        |                |        |

### Halbfinale
| Norwegen | BR Deutschland |
| 3        | 4              |

| Kanada | Schweden |
| 8      | 6        |

### Finale
| Team           |  | 1 | 2 | 3 | 4 | 5 | 6 | 7 | 8 | 9 | 10 | Gesamt |
| -------------- |  | - | - | - | - | - | - | - | - | - | -- | ------ |
| BR Deutschland |  | 0 | 1 | 0 | 1 | 0 | 1 | 0 | 0 | 1 | X  | 4      |
| Kanada         |  | 2 | 0 | 1 | 0 | 1 | 0 | 2 | 1 | 0 | X  | 7      |

## Endstand
| Platz | Land               |
| ----- | ------------------ |
| 1     | Kanada             |
| 2     | BR Deutschland     |
| 3     | Norwegen           |
| 4     | Schweden           |
| 5     | Schottland         |
| 6     | Vereinigte Staaten |
| 7     | Dänemark           |
| 8     | Schweiz            |
| 9     | Österreich         |
| 10    | Italien            |